# Llibre d'Ester
El llibre d'Ester (hebreu: מגילת אסתר, Meguilat Esther‎) és un llibre que pertany a l'Antic Testament, i que fou escrit cap al segle iv aC. La història està ambientada en l'exili jueu a Babilònia. El rei persa Assuer busca una nova esposa després de repudiar la seva esposa Vashti per un escàndol amb uns ambaixadors. Ester és presentada camuflada i sedueix el monarca. Un cortesà envejós, (Haman), planeja matar els jueus, el rei hi accedeix sense saber que la seva pròpia muller pertany a aquesta raça. Avisada pel seu cosí Mardoqueu, Ester intercedeix davant el rei arriscant la vida i aconsegueix que s'anul·li el decret. Els jueus celebren aquest fet en la festa de Purim, on es llegeix el Llibre d'Ester dues vegades.
Hi ha discrepàncies sobre la historicitat del relat. Alguns estudiosos diuen que el rei persa podria haver estat Artaxerxes i, tot i les deformacions pròpies de la narrativa, la història quadraria amb els annals antics. Altres veuen el conte com una història didàctica: malgrat l'antisemitisme, els jueus poden salvar-se ells mateixos. Alguns experts del cristianisme diuen que és una nova al·legoria, on l'Església és l'esposa de Déu, que salva així el seu poble.
Sobta les escasses mencions directes a Déu, com passa al Càntic dels Càntics (amb la mateixa al·legoria sobre l'Església). El llibre no apareix mencionat als Manuscrits de la mar Morta. Successives addicions del poble grec van relacionar la història d'Ester amb l'auge del seu poble. Hi ha qui ho considera una reedició del mite d'Astarte, deessa fenícia, però adaptat al judaisme.

## Bibliografia

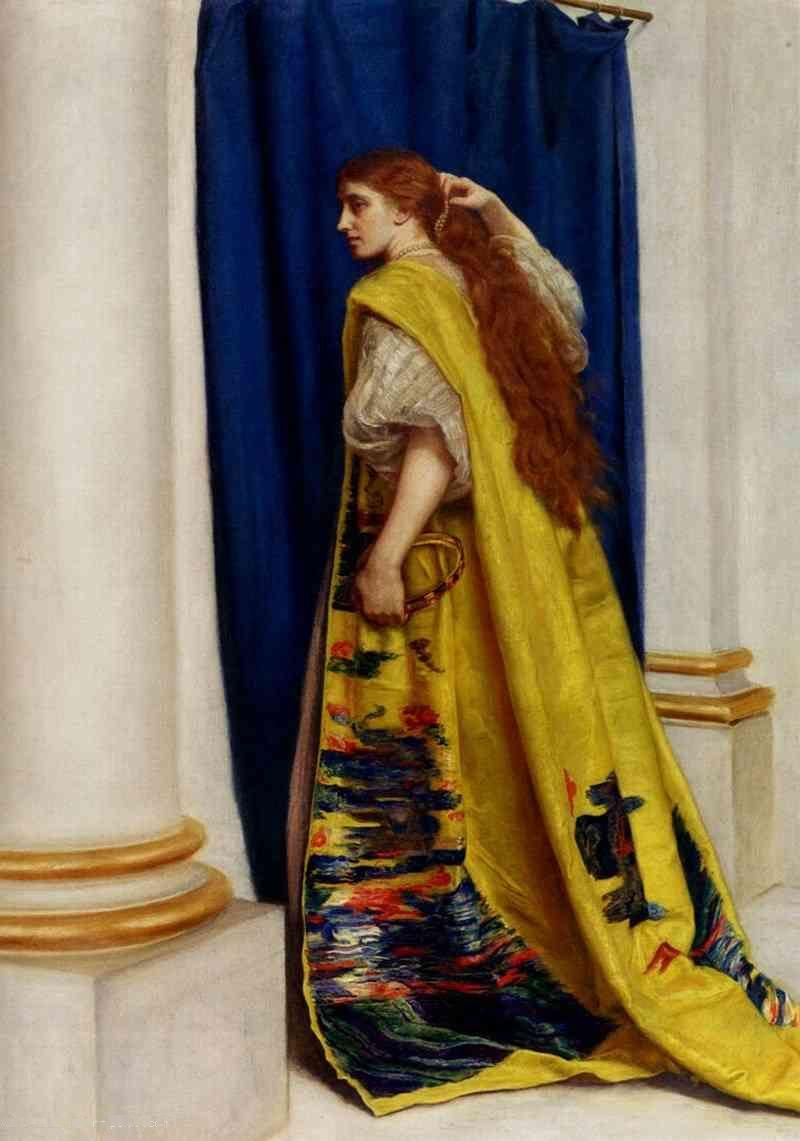
Ester per John Everett Millais, Ester visitant el Rei

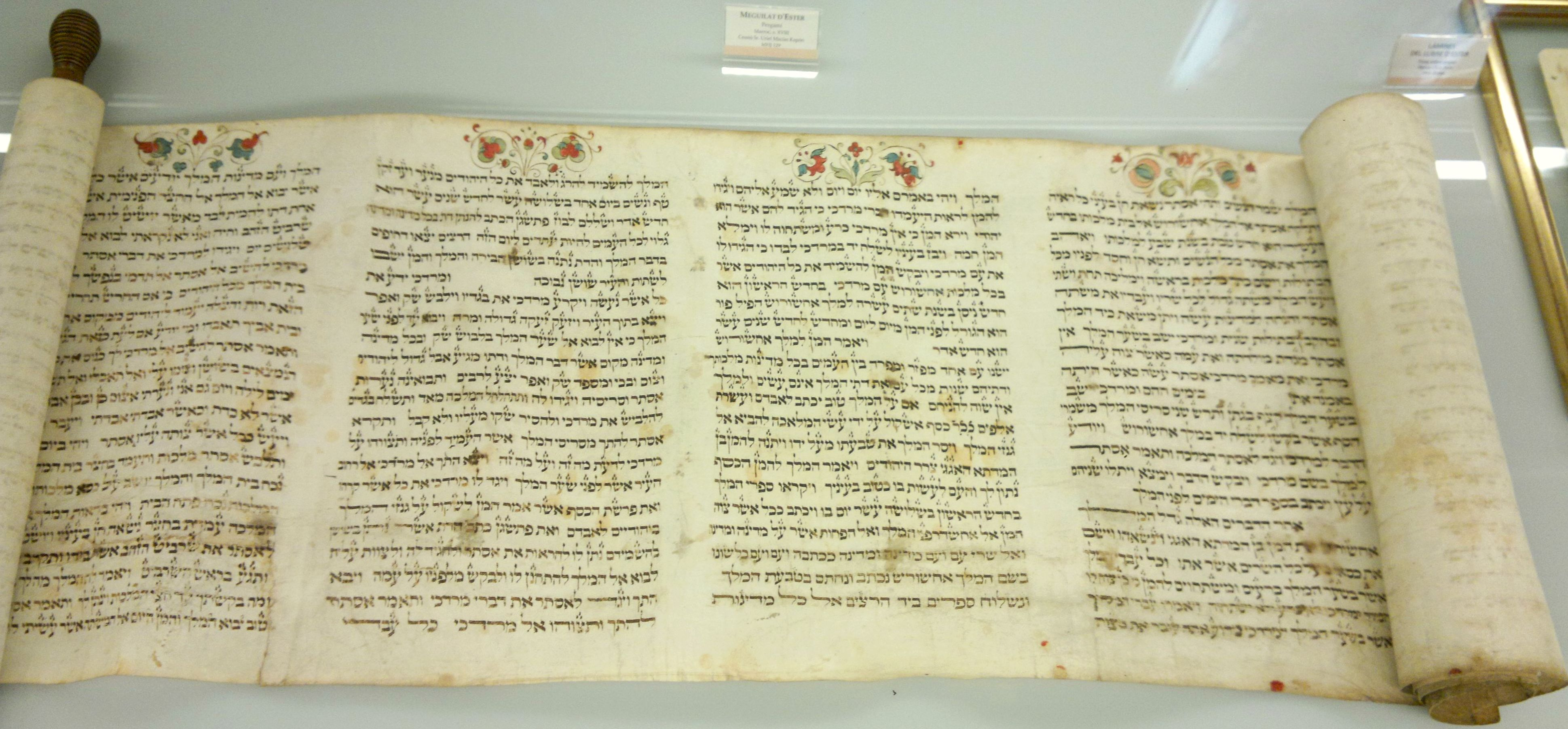
Meguilat d'Ester, rotlle. Marroc, Segle XIX. Actualment al Museu d'Història dels Jueus, Girona